# Vương Vĩ Trung
Vương Vĩ Trung (tiếng Trung giản thể: 王伟中; bính âm Hán ngữ: Wáng Wěi Zhōng, sinh tháng 3 năm 1962, người Hán) là chuyên gia tài nguyên thiên nhiên, chính trị gia nước Cộng hòa Nhân dân Trung Hoa. Ông là Ủy viên Ủy ban Trung ương Đảng Cộng sản Trung Quốc khóa XX, Ủy viên dự khuyết khóa XIX, hiện là Phó Bí thư Tỉnh ủy Quảng Đông, Bí thư Đảng tổ, Tỉnh trưởng Chính phủ Nhân dân tỉnh Quảng Đông. Ông nguyên là Bí thư Thành ủy thành phố Thâm Quyến, Quảng Đông; Thường vụ Tỉnh ủy Sơn Tây, Bí thư Thành ủy thành phố Thái Nguyên, Sơn Tây; Thư ký trưởng Tỉnh ủy Sơn Tây; Ủy viên Đảng tổ, Phó Bộ trưởng Bộ Khoa học và Công nghệ.
Vương Vĩ Trung là Đảng viên Đảng Cộng sản Trung Quốc, học vị Kỹ sư Kỹ thuật bảo tồn tài nguyên nước, Thạc sĩ Kỹ thuật thủy văn và tài nguyên nước, Tiến sĩ Quản trị học, học hàm Nhà nghiên cứu Tài nguyên thiên nhiên. Ông có sự nghiệp 30 năm ở các cơ quan về tài nguyên thiên nhiên, khoa học công nghệ trước khi được điều về làm lãnh đạo các địa phương của Trung Quốc.

## Xuất thân và giáo dục
Vương Vĩ Trung sinh tháng 3 năm 1962, quê quán tại địa cấp thị Sóc Châu, tỉnh Sơn Tây, Cộng hòa Nhân dân Trung Hoa. Ông lớn lên và tốt nghiệp phổ thông ở Sóc Châu. Tháng 9 năm 1979, ông tới thủ đô Bắc Kinh, trúng tuyển và nhập học Đại học Thanh Hoa, theo học hệ Kỹ thuật thủy lợi. Trong quá trình học, ông được kết nạp Đảng Cộng sản Trung Quốc vào tháng 10 năm 1983. Tháng 9 năm 1984, ông tốt nghiệp Kỹ sư chuyên ngành Kỹ thuật bảo tồn tài nguyên nước. Sau đó, ông tiếp tục học cao học tại Viện nghiên cứu Tài nguyên nước, Viện nghiên cứu Khoa học Thủy lợi và Thủy điện của Bộ Thủy lợi và Điện lực (水利电力部, tức Bộ Thủy Điện, nay là Bộ Thủy lợi Trung Quốc), nhận bằng Thạc sĩ Kỹ thuật thủy văn và tài nguyên nước vào tháng 4 năm 1987.
Tháng 5 năm 1999, Vương Vĩ Trung trở lại Đại học Thanh Hoa, là nghiên cứu sinh lĩnh vực khoa học quản lý và kỹ thuật tại Học viện Quản lý công. Tháng 7 năm 2006, ông bảo vệ thành công luận án tiến sĩ đề tài Đánh giá kinh tế về công nghệ lưu trữ carbon và phân tích tác động đối với việc giảm thiểu phát thải carbon của Trung Quốc [碳封存技术经济评价及其对我国减缓碳排放的影响分析], trở thành Tiến sĩ Quản trị học. Sau đó, trong quá trình nghiên cứu, ông được phong chức danh Nhà nghiên cứu, tương đương với học hàm Giáo sư ngành Tài nguyên thiên nhiên. Trong lĩnh vực giáo dục, Vương Vĩ Trung tham gia nhiều khóa học, nghiên cứu trong và ngoài nước về chính trị và khoa học. Trong đó có có khóa 1995, giai đoạn tháng 3–12, ông được cử làm chuyên gia tham quan và nghiên cứu tại Văn phòng nghiên cứu Biến đổi khí hậu Quốc gia Hoa Kỳ, Bộ Năng lượng Hoa Kỳ; khóa 2008, giai đoạn tháng 3–7, ông theo học khóa bồi dưỡng cán bộ trung thanh niên tại Trường Đảng Trung ương Đảng Cộng sản Trung Quốc; khóa 2012, giai đoạn tháng 8–12, ông là Nghiên cứu viên cao cấp tại Trường Chính phủ Kennedy của Đại học Harvard ở Massachusetts, Hoa Kỳ.

## Sự nghiệp

### Cơ quan Trung ương
Tháng 4 năm 1987, sau khi nhận bằng thạc sĩ ngành tài nguyên nước, Vương Vĩ Trung bắt đầu sự nghiệp của mình khi được giữ lại làm cán bộ Văn phòng Tài nguyên nước, Bộ Thủy lợi và Thủy điện Trung Quốc. Năm 1988, Bộ Thủy Điện được giải thể, xây dựng thành Bộ Thủy lợi, ông được điều sang làm Cán bộ Phòng Quy hoạch, Ty Tài nguyên nước của Bộ Thủy lợi từ tháng 7, đồng thời là Chủ nhiệm Khoa viên. Từ tháng 1 đến tháng 8 năm 1991, ông được biệt phái sang Ủy ban Khoa học Quốc gia (nay là Bộ Khoa học và Công nghệ) để công tác tại Ty Khoa học kỹ thuật phát triển xã hội. Tháng 8 năm 1991, ông chính thức rời Bộ Thủy lợi, chuyển sang Ủy ban Khoa học, chuyên viên bậc Chủ nhiệm Khoa viên của Phòng Tài nguyên và Môi trường, Ty Khoa học kỹ thuật phát triển xã hội. Tháng 5 năm 1992, ông là Phó Trưởng phòng Tổng hợp tài nguyên và là Trưởng phòng Hoàn cảnh sinh thái từ tháng 8 năm 1994.
Năm 1998, Ủy ban Khoa học Quốc gia được giải thể, thành lập Bộ Khoa học và Công nghệ, Vương Vĩ Trung nhậm chức Quyền Chủ nhiệm Trung tâm Quản lý chương trình nghị sự Trung Quốc thế kỷ XXI và Trung tâm Phát triển khoa học công nghệ đời sống của Bộ từ tháng 7, cấp chính xứ, huyện và là chủ nhiệm chính thức cấp phó cục, địa từ tháng 3 năm 1999. Tháng 12 năm 2001, ông được thăng bậc cùng vị trí Chủ nhiệm Trung tâm Quản lý chương trình nghị sự Trung Quốc thế kỷ XXI, cấp chính cục, địa và giữ chức vụ này cho đến năm 2006. Trong khoảng thời gian này, ông cũng từng được điều vào chính sách tái thiết thử nghiệm xây dựng chính quyền trung ương và địa phương Trung Quốc, được Bộ Tổ chức điều về tỉnh Vân Nam, là Thường vụ Thị ủy, Phó Thị trưởng Chính phủ nhân dân địa cấp thị Chiêu Thông trong hai năm từ tháng 2 năm 2004 đến tháng 2 năm 2006. Tháng 3 năm 2006, ông được bổ nhiệm làm Ty trưởng Ty Tài vụ và điều kiện, Ty trưởng Ty Tài vụ và Điều kiện nghiên cứu khoa học của Bộ Khoa học và Công nghệ. Tháng 4 năm 2010, ông được phân làm Ủy viên Đảng tổ, được Tổng lý Ôn Gia Bảo bổ nhiệm làm Phó Bộ trưởng Bộ Khoa học và Công nghệ. Tính đến 2014, ông đã có tròn 30 năm công tác lĩnh vực tài nguyên và khoa học công nghệ ở các cơ quan trung ương.

### Cơ quan địa phương

#### Sơn Tây
Vào tháng 9 năm 2014, Vương Vĩ Trung được Bộ Tổ chức, Ban Bí thư Trung ương Đảng chuyển tới công tác tại tỉnh Sơn Tây trong bối cảnh chính trị tỉnh Sơn Tây được cải tổ sau khi nhiều chính trị gia cấp cao đã bị điều tra như và xử lý kỷ luật trong chiến dịch chống tham nhũng dưới thời lãnh đạo Tập Cận Bình. Ông bắt đầu giai đoạn ở hệ thống địa phương khi được điều vào Ban Thường vụ Tỉnh ủy, phân công làm Thư ký trưởng Tỉnh ủy Sơn Tây rồi kiêm nhiệm Bí thư Ủy ban Công tác cơ quan tỉnh từ tháng 8 năm 2015. Vào tháng 10 năm 2016, ông được Tỉnh ủy Sơn Tây điều về thủ phủ Thái Nguyên, vào Ban Thường vụ Thành ủy, nhậm chức Bí thư Thành ủy Thái Nguyên, kế nhiệm Ngô Chính Long. Ông giữ chức vụ này trong thời gian ngắn hơn nửa năm, trước khi bước sang giai đoạn mới.

#### Quảng Đông
Ngày 2 tháng 4 năm 2017, Vương Vĩ Trung được Trung ương điều tới tỉnh Quảng Đông, vào Ban Thường vụ Tỉnh ủy, nhậm chức Bí thư Thành ủy thành phố Thâm Quyến kiêm Bí thư thứ nhất Khu an ninh và quốc phòng thành phố Thâm Quyến, bắt đầu giai đoạn ở Quảng Đông. Tháng 10 năm 2017, ông tham gia đại hội đại biểu toàn quốc, được bầu làm Ủy viên dự khuyết Ủy ban Trung ương Đảng Cộng sản Trung Quốc khóa XIX tại Đại hội Đảng Cộng sản Trung Quốc lần thứ 19. Vào ngày 14 tháng 12 năm 2018, ông kiêm nghiệm chức vụ Phó Bí thư Tỉnh ủy Quảng Đông. Ngày 25 tháng 12 năm 2021, Bộ Tổ chức, Ban Bí thư Trung ương Đảng quyết định tổ chức tỉnh Quảng Đông, Vương Vĩ Trung được điều động nhậm chức Bí thư Đảng tổ Chính phủ Nhân dân tỉnh Quảng Đông, kế nhiệm Mã Hưng Thụy. Ngày 27 tháng 12, tại kỳ họp thứ 32 của Ủy ban Thường vụ Nhân Đại Quảng Đông khóa XIII, ông được bầu và quyết định bổ nhiệm làm Quyền Tỉnh trưởng Chính phủ Nhân dân tỉnh Quảng Đông. Cuối năm 2022, ông tham gia Đại hội Đảng Cộng sản Trung Quốc lần thứ XX từ đoàn đại biểu Quảng Đông. Trong quá trình bầu cử tại đại hội, ông được bầu là Ủy viên Ủy ban Trung ương Đảng Cộng sản Trung Quốc khóa XX.